# Stuntman
Stuntman est un jeu vidéo de course développé par Reflections Interactive et publié par Infogrames sous la marque Atari en 2002 sur PlayStation 2. Le jeu a été porté en 2003 sur Game Boy Advance par Velez & Dubail Dev. Team.
Il a pour suite Stuntman: Ignition, sorti en 2007.

## Système de jeu
Le joueur incarne un cascadeur de cinéma. Il participe à différents tournages de film dans lequel il réalise des cascades spectaculaires. Au volant de voitures, moto, etc., il doit respecter les consignes données par le réalisateur (trajectoires données, timing précis, etc).  Le joueur commence par des scènes assez simples et le niveau de difficulté s'élève au fur et à mesure des productions, qui deviennent plus ambitieuses. Le jeu comporte six films incluant des cascades diverses et variées.
En ce qui concerne les musiques, "Nimrod Productions" a effectué une sélection qui rythme l'esprit du jeu.  On y trouve notamment Overseer, Yvonne...

## Accueil
- Jeux vidéo Magazine : 15/20 (PS2)[1] - 12/20 (GBA)[2]
- Jeuxvideo.com : 12/20 (PS2)[3] - 15/20 (GBA)[4]